# Суперкубок Бразилії з футболу
Суперкубок Бразилії з футболу, (порт. Supercopa do Brasil) — клубний турнір з футболу, що проводиться в Бразилії. Учасниками змагання є чемпіоном країни та володарем кубку минулого сезону.

## Історія
У 1990 і 1991 роках розігрувався за класичною системою, між переможцем Кубка Бразилії і чемпіоном країни минулого сезону.
У 1992 році розігрувався між чемпіоном Бразилії і чемпіоном Серії B (другий за значимістю дивізіон в країні). Той турнір 1992 року також відомий під назвою «Кубок чемпіонів Brahma» (Taça Brahma dos Campeões).
У 2013 році КБФ оголосила, що Суперкубок буде відроджено в класичному форматі в 2015 році — чемпіон Бразилії (ним став «Крузейро») повинен був зіграти з чемпіоном Кубка Бразилії («Атлетіко Мінейро»). Обидва клуби представляють Белу-Оризонті і штат Мінас-Жерайс.
Однак через рік, коли був опублікований календар клубних змагань у Бразилії, місця для Суперкубка країни в ньому не знайшлося. Директор змагань КБФ зазначив, що можливість проведення цього турніру можна обговорити і включити в календар в майбутньому, проте він так і не був зіграний.
Остаточно турнір відновили у 2020 році.

## Фінали
| Рік       | Переможець           | Рахунок              | Фіналіст                  |
| --------- | -------------------- | -------------------- | ------------------------- |
| 1990      | Греміо               | 2:0; 0:0             | Васко да Гама             |
| 1991      | Корінтіанс           | 1:0                  | Фламенгу                  |
| 1992-2019 | турнір не проводився | турнір не проводився | турнір не проводився      |
| 2020      | Фламенгу             | 3:0                  | Атлетіку Паранаенсі       |
| 2021      | Фламенгу             | 2:2 пен. 6:5         | Палмейрас                 |
| 2022      | Атлетіку Мінейру     | 2:2 пен. 8:7         | Фламенгу                  |
| 2023      | Палмейрас            | 4:3                  | Фламенгу                  |
| 2024      | Сан-Паулу            | 0:0 пен. 4:2         | Палмейрас                 |
| 2025      | Фламенгу             | 3:1                  | Ботафогу (Ріо-де-Жанейро) |

## Досягнення по клубам
| Клуб                      | Кількість перемог | Роки перемог     | Кількість фіналів | Роки поразок     |
| ------------------------- | ----------------- | ---------------- | ----------------- | ---------------- |
| Фламенгу                  | 3                 | 2020, 2021, 2025 | 3                 | 1991, 2022, 2023 |
| Палмейрас                 | 1                 | 2023             | 2                 | 2021, 2024       |
| Сан-Паулу                 | 1                 | 2024             | -                 | -                |
| Атлетіку Мінейру          | 1                 | 2022             | -                 | -                |
| Корінтіанс                | 1                 | 1991             | -                 | -                |
| Греміо                    | 1                 | 1990             | -                 | -                |
| Атлетіку Паранаенсі       | -                 | -                | 1                 | 2020             |
| Васко да Гама             | -                 | -                | 1                 | 1990             |
| Ботафогу (Ріо-де-Жанейро) | -                 | -                | 1                 | 2025             |